# Jamkhandi (stato)
Lo Stato di Jamkhandi fu uno stato principesco del subcontinente indiano, avente per capitale la città di Jamkhandi.

## Storia
Lo stato di Jamkhandi venne fondato nel 1811 da Shrimant Gopalrao Patwardhan, il quale era discendente di Bramhibhoot Harbhat Buva Patwardhan dello stato di Kurandvad Senior.
il nome dello stato derivava dal tempio di Jambukeshwar, contenuto entro i suoi confini ed uno dei principali luoghi di culto della regione. Il tempio stesso si trovava poi all'interno di una fitta foresta di pruni di Java (Jambul in lingua marathi, Nerale Hannu in lingua kannada, Jamun in hindi). Attualmente, il tempio accoglie una scuola primaria.
Il villaggio di Kundgol, che si trovava nel distretto di Dharwar, era un'area non contigua dello stato di Jamkhandi e venne unito assieme allo stato all'Unione Indiana il 19 febbraio 1948.

## Governanti
I governanti dello stato di Jamkhandi ebbero il titolo di Raja.

### Raja
- 1811 – 18??  Ramchandra Rao Parashuram Rao
- 18?? – 1840  Gopal Rao Ramchandra Rao
- 18 novembre 1840 – 1897  Ramchandra Rao Gopal Rao noto anche come Appa Sahib Patwardhan
- 1897 – 25 febbraio 1924  Parashuram Rao Ramchandra Rao noto anche come Bhav Sahib Patwardhan
- 25 febbraio 1924 – 15 agosto 1947  Shankar Rao Parashuram Rao noto anche come Appa Sahib Patwardhan (n. 1906)